# Binbir Gece
Katha
Binbir Gece (français : Mille et une nuits) est une série télévisée turque produite par Ay Yapım et diffusée du 7 octobre 2006 jusqu'à 12 mai 2009 sur la chaîne de télévision Kanal D (Turquie), mettant en vedettes Halit Ergenç, Bergüzar Korel, Tardu Flordun  et Ceyda Düvenci.

## Synopsis
Shérazade une jolie jeune ingénieur veuve avait besoin de 150k$ pour l'opération de son fils atteint de leucémie, Après avoir frappé à toutes les portes sans succès, elle finit par demander à son employeur M. Onur Aksal de lui prêter la somme mais ce dernier qui ne fait pas confiance aux femmes, lui demanda en échange de passer la nuit avec lui.
commençant un secret qui bouleversera toute sa vie.

## Distribution

### Acteurs principaux
- Halit Ergenç : Onur Aksal
- Bergüzar Korel : Sehrazat Eviliyaoglu
- Ceyda Düvenci : Bennu Ataman
- Tardu Flordun : Kerem Inceoglu
- Mehmet Polat : Erdal Karayolcu
- Canan Ergüder : Eda Akinay
- Efe Çinar : Kaan Eviliyaoglu
- Meral Çetinkaya : Feride Aksal
- Aytaç Öztuna : Seval Inceoglu
- Mert Firat : Burak Inceoglu
- Yeliz Akkaya : Melek Ataman
- Sebnem Köstem : Handan
- Nihat Ileri : Semih Özsener
- Duygu Çetinkaya : Sezen Özsener
- Metin Çekmez : Burhan Eviliyaoglu
- Tomris Incer : Nadide Eviliyaoglu
- Ergün Demir : Ali Kemal Eviliyaoglu
- Yonca Cevher Yenel : Füsun Eviliyaoglu
- Füsun Kostak : Yansel
- Bartu Küçükçaglayan : Gani
- Feyzan Çapa / Gizem Günes : Buket Eviliayoglu
- Hazal Gürel : Burcu Eviliyaoglu
- Nehir Nil Karakaya : Burcin Eviliyaoglu
- Metin Belgin : Zafer Gündüzalp
- Merih Ermakastar : Mert
- Ayla Algan : Betül
- Melahat Abbasova : Mihriban
- Suphi Tekniker : Yalcin
- Zeynep Konan : Zeynep
- Nihan Durukan : Aysen
- Ayce Abana : Beyza
- Nuray Uslu : Sevgi
- Feridun Düzagaç : Özcan
- Ismail Düvenci : Ismail
- Teoman Kumbaracibasi as Yaman
- Sennur Kaya : Firdevs
- Ebru Aykaç : Yasemin
- Erdal Bilingen : Hakan
- Karina Gükrer : Nihmet
- Nazli Ceren Argon : Ayse
- Hazel Çamlidere : Ahu
- Ayben Erman : Neriman
- Alptekin Serdengeçti : Haldun
- Dilara Kavadar : Nilüfer
- Nilüfer Silsupur / Ahu Sungur : Jale / Sema
- Ege Aydan : Engin
- Ezgi Asaroglu : Duru

## Production

### Diffusion internationale
| pays               | Chaine TV                      | Date de sortie                      |
| ------------------ | ------------------------------ | ----------------------------------- |
| Turquie            | Kanal D                        | 7 novembre 2006 - 12 mai 2009       |
| Argentine          | El Trece                       | 5 janvier 2015 - 10 septembre 2015  |
| Azerbaïdjan        | Azad Azerbaycan                |                                     |
| Bosnie-Herzégovine | Hayat TV Federalna televizija  | 2010-2011 16 janvier 2017 -         |
| Brésil             | Rede Bandeirantes              | 9 mars 2015-15 septembre 2015       |
| Bulgarie           | Nova Television / Diema Family | 2008 - 2009, 2010                   |
| Tchéquie           | Nova                           |                                     |
| Croatie            | RTL                            | 22 août 2010 - 4 mars 2011          |
| Monténégro         | TV Vijesti                     |                                     |
| Chili              | Mega                           | 3 mars 2014 - 4 janvier 2015        |
| Colombie           | Caracol TV                     | 2015                                |
| Kosovo             | KTV                            | 30 novembre 2010 au 11 octobre 2011 |
| Koweït             |                                |                                     |
| Hongrie            | TV2                            |                                     |
| Macédoine du Nord  | A1                             |                                     |
| Pérou              | Latina TV                      | 9 février 2015 - 23 août 2015       |
| Pologne            | TVP1                           | 31 août 2015 - Présent              |
| Russie             | Домашний                       | 23 mai 2015 - Présent               |
| Serbie             | Fox Tv                         | 8 mars 2010 - 10 décembre 2010      |
| Slovaquie          | TV Markíza                     | 3 janvier 2011 - 29 novembre 2011   |
| Slovaquie          | TV Doma                        | 7 janvier 2013 - 30 août 2013       |
| Slovaquie          | TV Doma                        | 18 août 2014 - 19 décembre 2014     |
| Slovaquie          | TV Doma                        | 11 janvier 2016 - 8 septembre 2016  |
| Ukraine            | 1+1 TV                         |                                     |
| Uruguay            | Canal 10                       | 2015                                |
| Grèce              | ANT1                           |                                     |
| Israël             | "Viva Plus"                    | 5 novembre 2014 - 17 septembre 2015 |
| Indonésie          | ANTV                           | 3 août 2015 - 10 décembre 2015      |

### Saisons
| Saisons  | l'heure de diffusion  | Début de saison   | Fin de saison | Nombre d'épisodes | Suivie        | Saison TV | Chaine TV |
| -------- | --------------------- | ----------------- | ------------- | ----------------- | ------------- | --------- | --------- |
| saison 1 | 22:00 / 21:45         | 7 novembre 2006   | 19 juin 2007  | 29                | 1 - 29        | 2006-2007 | Kanal D   |
| saison 2 | 22:00 / 20:00 / 21:45 | 11 septembre 2007 | 3 juin 2008   | 37                | 30 - 66       | 2007-2008 | Kanal D   |
| saison 3 | 22:00 / 22:15 / 20:00 | 16 septembre 2008 | 12 mai 2009   | 24                | 67 - 90 (Fin) | 2008-2009 | Kanal D   |